# The Meth Lab
The Meth Lab è il quinto album solista del rapper statunitense Method Man, pubblicato il 21 agosto 2015. Distribuito dalle etichette Hanz On Music e Tommy Boy, l'album vede la partecipazione di Redman, Masta Killa, Raekwon e Inspectah Deck.
| Recensione    | Giudizio |
| ------------- | -------- |
| AllMusic      | [ 1 ]    |
| Billboard     | [ 2 ]    |
| Consequence   | B        |
| Exclaim!      | 6/10     |
| HipHopDX      | [ 5 ]    |
| Pitchfork     | 4.0/10   |
| Rolling Stone | [ 7 ]    |

## Tracce
1. Intro – 0:18
2. The Meth Lab (featuring Hanz On & Streetlife) – 2:54 (musica: Cee the Architek)
3. Straight Gutta (featuring Redman, Hanz On & Streetlife) – 3:59 (musica: Ron Browz)
4. Bang Zoom (featuring Hanz On, Streetlife & Eazy Get Rite) – 3:47 (musica: Level 13)
5. 50 Shots (featuring Mack Wilds, Streetlife & Cory Gunz) – 3:58 (musica: Pascal Zumaque, Don't Panic Ent.)
6. The Pledge (featuring Hanz On & Streetlife) – 1:10 (musica: Mathematics)
7. 2 Minutes of Your Time – 2:06 (musica: Mathematics)
8. Worldwide (featuring Hanz On, Uncle Murda & Chedda Bang) – 3:27 (musica: Pascal Zumaque, Don't Panic Ent.)
9. Soundcheck (featuring Hanz On & Carlton Fisk) – 2:27 (musica: Pascal Zumaque, Code Red)
10. Water (featuring Chedda Bang) – 3:25 (musica: Pascal Zumaque, Code Red)
11. Lifestyles (featuring Cardi, Eazy Get Rite, Freaky Marciano) – 4:10 (musica: Pascal Zumaque)
12. The Purple Tape (featuring Raekwon & Inspectah Deck) – 3:24 (musica: J57)
13. Intelligent Meth (featuring Masta Killa, Streetlife & iNTeLL) – 4:01 (musica: 4th Disciple)
14. Symphony (featuring Hanz On, Streetlife, Kash Verrazano, Carlton Fisk & Killa Sin) – 3:20 (musica: Daez)
15. What You Getting Into (featuring Streetlife & Donny Cacsh) – 3:38 (musica: Pascal Zumaque)
16. Another Winter (featuring Hanz On, Streetlife & Carlton Fisk) – 3:32 (musica: 4th Disciple)
17. Rain All Day (featuring Hanz On & Dro Pesci) – 2:42 (musica: Daez)
18. So Staten (featuring Hanz On & Hue Hef) – 3:43 (musica: Zarko Krstic, Pascal Zumaque)
19. Outro – 0:15

Durata totale: 56:16

## Classifiche

### Classifiche settimanali
| Classifica (2015)         | Posizione massima |
| ------------------------- | ----------------- |
| Belgio (Fiandre)          | 77                |
| Belgio (Vallonia)         | 147               |
| Canada                    | 20                |
| Francia                   | 120               |
| Germania                  | 38                |
| Stati Uniti               | 57                |
| US Independent Albums     | 4                 |
| US Rap Albums             | 4                 |
| US Tastemaker Albums      | 15                |
| US Top R&B/Hip-Hop Albums | 6                 |
| US Top Album Sales        | 33                |
| Svizzera                  | 12                |